# John Morén
För författaren med samma namn, se John Morén (författare)
Johan (John) Theodor Morén, född 26 maj 1854 i Kalmar, död 7 april 1932 i Bromma, var en svensk tonsättare och kyrkomusiker (organist och violinist).

## Biografi
Morén var kantor i Hedvig Eleonora kyrka i Stockholm 1892–1926. Tillsammans med Richard Norén utgav han Valda koraler i gammalrytmisk form (1892–1894) och Liturgiskt-musikaliskt material till vespergudstjänsten (1898–1911) och tillsammans med Uddo Lechard Ullman utarbetade han förslag till hymnarium, till missale och vesperale för svenska kyrkan (1914). Morén komponerade dessutom motetter och koralförspel.
Av hans psalmtonsättningar finns två melodier med i 1937 års version av Den svenska psalmboken.

## Familj
Gift  första gången 25 augusti 1878 i Film, Uppsala län med Alma Mathilda Hübinette, (31 juli 1861 – 23 november 1899).  Andra äktenskapet ingicks 5 april 1902 i Stockholm,  med Sofia Nääf, (24 september 1876 – 6 juni 1970). Han fick sju barn i första äktenskapet och två döttrar i det andra. John Morén är begravd på Norra begravningsplatsen utanför Stockholm.

## Verk
Kör:
- Herre, gå ej till doms med mig arrangerat sång nr 743 i Svenska Missionsförbundets sångbok 1920 för kör.  Text av August Bohman och tonsättning av Axel Södersten
- Jag sjunga vill min julesång
- Se, vi gå upp till Jerusalem

Orgel:
- Julpastoral
- Postludium, som spelas i Ingmar Bergmans film Nattvardsgästerna från 1963.

## Psalmer
- Oss himmelens Gud vill vara när (1937 nr 491), komponerad 1914
- Vem är den som, trött av striden (1937 nr 405), komponerad 1916